# Åkers styckebruk
Åkers styckebruk est une localité de Suède dans la commune de Strängnäs située dans le comté de Södermanland.
Sa population était de 2 990 habitants en 2019.

## Historique

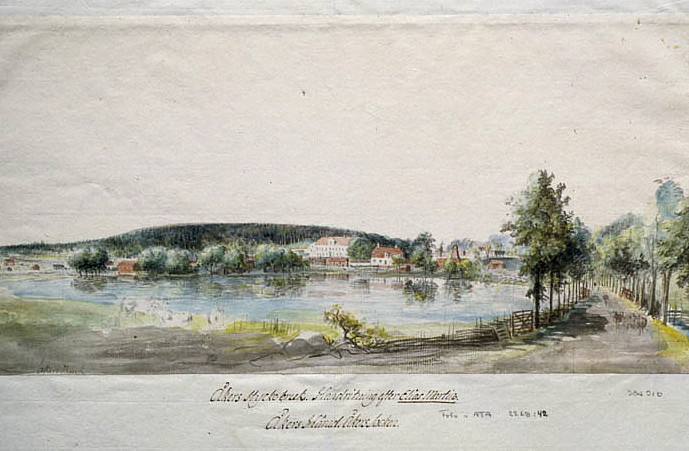
Åkers styckebruk, aquarelle d'Elias Martin (1780-1790).